# Sergio Akieme
Akieme  Rodríguez est un nom espagnol. Le premier nom de famille, en général paternel, est Akieme ; le second, en général maternel, souvent omis, est Rodríguez.
Sergio Akieme Rodríguez, né le 16 décembre 1997 à Madrid, est un footballeur espagnol, qui possède aussi la nationalité équatoguinéenne. Il joue au poste d'arrière gauche au Stade de Reims.

## Biographie

### En club
En décembre 2015, Akieme est présent sur sa première feuille de match lors d'un match de Liga contre l'Atlético de Madrid, sans toutefois entrer en jeu. Le 6 septembre 2016, Akieme dispute son premier match professionnel en Coupe d'Espagne contre l'UD Almería. Cette même saison, il dispute un autre unique match lors de la dernière journée du championnat d'Espagne de deuxième division contre le Sevilla Atlético. Lors de la saison 2017-2018, il dispute trois rencontres de championnat qui voit le club être sacré champion de deuxième division. Le 21 octobre 2018, Akieme dispute son premier match de Liga contre le Getafe CF. Au cours de la rencontre, il inscrit un but contre son camp avant de donner une passe décisive, ne pouvant tout de même empêcher la défaite 2-1 de son équipe. Comme lors de sa première saison, il ne dispute qu'une seule autre rencontre lors de l'ultime journée de championnat, qui voit le Rayo terminer à la dernière place du classement.
Le 2 septembre 2019, il rejoint le FC Barcelone B, qui évolue alors en troisième division. Le 25 février 2020, en raison de la blessure de Jordi Alba, Akieme fait partie de la feuille de match du déplacement de l'équipe première du FC Barcelone à Naples en huitièmes de finale aller de Ligue des champions, sans toutefois entrer en jeu.
Le 19 septembre 2020, Akieme est prêté à l'UD Almería, avec une option d'achat fixée à 3,5 M€, qui devient obligatoire après 22 rencontres disputées. Pour son premier match avec son nouveau club le 27 septembre, il marque son premier but professionnel lors de la victoire 2-0 contre le CD Lugo, avant d'être exclu en deuxième période pour un second avertissement. En juillet 2021, l'UD Almería lève son option d'achat, et Akieme s'engage jusqu'en 2026 avec le club. Après avoir échoué en barrages lors de sa première saison en Andalousie, Akieme et ses coéquipiers sont sacrés champions de Segunda División en 2022.
Le 1er février 2024, il rejoint pour quatre saisons et demie le Stade de Reims, qui débourse 6 M€ plus 4 de bonus pour le recruter. Trois jours plus tard, il dispute son premier match de Ligue 1 contre le Toulouse FC, et marque un but dans le temps additionnel, insuffisant pour empêcher la défaite des Champenois.

### En sélection
Le 8 septembre 2015, il dispute son seul match avec l'équipe d'Espagne des moins de 19 ans, face au Portugal en match amical.

## Palmarès
| Rayo Vallecano (1)                              | UD Almería (1)                                  | Stade de Reims                       |
| ----------------------------------------------- | ----------------------------------------------- | ------------------------------------ |
| - Championnat d'Espagne D2 : - Vainqueur : 2018 | - Championnat d'Espagne D2 : - Vainqueur : 2022 | - Coupe de France - Finaliste : 2025 |